# أسامة خليل
أسامة خليل هو لاعب كرة قدم مصري سابق، لعب لنادي الإسماعيلي ومنتخب مصر. فاز بلقب هدّاف الدوري المصري الممتاز في موسم 1975–76 بعد أن أحرز 18 هدفًا.

## روابط خارجية
- أسامة خليل على موقع الاتحاد الدولي (مؤرشف)  (الإنجليزية)